# Hasle bei Burgdorf
Hasle bei Burgdorf är en ort och kommun i distriktet Emmental i kantonen Bern, Schweiz. Kommunen har 3 397 invånare (2023).
De fyra hasselbladen i kommunvapnet symboliserar de fyra kommundelarna Hasle, Goldbach, Biembach och Schafhausen.